# Al rojo vivo (La Sexta)
Al rojo vivo es un programa de laSexta centrado en el análisis y el debate de la actualidad política nacional e internacional. El formato es presentado y dirigido por Antonio García Ferreras y producido por los Servicios informativos de laSexta.
Desde su estreno, el 10 de enero de 2011, hasta el 8 de julio de 2011, se emitió en laSexta 2 en horario de máxima audiencia. Más tarde, la segunda temporada del programa, que arrancó el 5 de septiembre de 2011, pasó a emitirse en laSexta.

## Historia
El programa empezó en La Sexta 2 el 10 de enero de 2011 y se emitía de lunes a viernes a las 23:00. Sin embargo, también emitió algún programa especial en laSexta. Posteriormente, debido a que cerró su primera temporada con unos buenos datos de audiencia, desde su segunda temporada, pasó a emitirse en la Sexta de lunes a viernes, primero de 12:30 a 14:15 y después, de 11:09 a 14:15. Asimismo, se han emitido especiales cuando ha habido grandes acontecimientos políticos, como el referéndum de autodeterminación de Cataluña, las elecciones presidenciales en Estados Unidos, la moción de censura contra Mariano Rajoy de 2018 o las diferentes citas electorales de España, entre otros, así como las investiduras en ayuntamientos, parlamentos autonómicos y el Congreso de los Diputados.

## Equipo

### Presentadores
| Presentadores           | Información               |      |      |      |      |      |      |      |      |      |      |      |      |      |  |
| Presentadores           | Información               | 2011 | 2012 | 2013 | 2014 | 2015 | 2016 | 2017 | 2018 | 2019 | 2020 | 2021 | 2022 | 2023 |  |
| ----------------------- | ------------------------- | ---- | ---- | ---- | ---- | ---- | ---- | ---- | ---- | ---- | ---- | ---- | ---- | ---- |  |
| Antonio García Ferreras | Periodista y presentador  |      |      |      |      |      |      |      |      |      |      |      |      |      |  |
| Álvaro Rivas            | Periodista y presentador  |      |      |      |      |      |      |      |      |      |      |      |      |      |  |
| Javier Gómez Santander  | Periodista y presentador  |      |      |      |      |      |      |      |      |      |      |      |      |      |  |
| Cristina Pardo          | Periodista y presentadora |      |      |      |      |      |      |      |      |      |      |      |      |      |  |
| María Llapart           | Periodista y presentadora |      |      |      |      |      |      |      |      |      |      |      |      |      |  |

     Presentador/a titular
     Copresentador/a o sustituto/a

### Introducción de contenidos
| Presentadores       | Información |      |      |      |      |      |      |      |      |      |      |      |      |      |
| Presentadores       | Información | 2011 | 2012 | 2013 | 2014 | 2015 | 2016 | 2017 | 2018 | 2019 | 2020 | 2021 | 2022 | 2023 |
| ------------------- | ----------- | ---- | ---- | ---- | ---- | ---- | ---- | ---- | ---- | ---- | ---- | ---- | ---- | ---- |
| Inés García Caballo | Periodista  |      |      |      |      |      |      |      |      |      |      |      |      |      |
| Lorena Baeza        | Periodista  |      |      |      |      |      |      |      |      |      |      |      |      |      |
| Ana Cuesta          | Periodista  |      |      |      |      |      |      |      |      |      |      |      |      |      |
| Beatriz Zamorano    | Periodista  |      |      |      |      |      |      |      |      |      |      |      |      |      |

     Titular
     Sustituto/a

## Audiencia
| Temporada | Temporada | Estreno                  | Final               | Audiencia Media | Audiencia Media | Audiencia Media |
| Temporada | Temporada | Estreno                  | Final               | Espectadores    | Share           |                 |
| --------- | --------- | ------------------------ | ------------------- | --------------- | --------------- | --------------- |
|           | 1.ª       | 10 de enero de 2011      | 8 de julio de 2011  | 84.000          | 0,9%            |                 |
|           | 2.ª       | 5 de septiembre de 2011  | 13 de julio de 2012 | 285.000         | 5,2%            |                 |
|           | 3.ª       | 3 de septiembre de 2012  | 19 de julio de 2013 | 568.000         | 9,9%            |                 |
|           | 4.ª       | 2 de septiembre de 2013  | 18 de julio de 2014 | 572.000         | 10,7%           |                 |
|           | 5.ª       | 1 de septiembre de 2014  | 10 de julio de 2015 | 688.000         | 11,7%           |                 |
|           | 6.ª       | 7 de septiembre de 2015  | 19 de julio de 2016 | 761.000         | 12,6%           |                 |
|           | 7.ª       | 30 de agosto de 2016     | 7 de julio de 2017  | 732.000         | 11,9%           |                 |
|           | 8.ª       | 4 de septiembre de 2017  | 6 de julio de 2018  | 873.000         | 13,2%           |                 |
|           | 9.ª       | 10 de septiembre de 2018 | 5 de julio de 2019  | 916.000         | 15,5%           |                 |
|           | 10.ª      | 2 de septiembre de 2019  | 3 de julio de 2020  | 984.000         | 15,2%           |                 |
|           | 11.ª      | 7 de septiembre de 2020  | 2 de julio de 2021  | 805.000         | 13,7%           |                 |
|           | 12.ª      | 6 de septiembre de 2021  | 8 de julio de 2022  | 608.000         | 13,3%           |                 |
|           | 13.ª      | 5 de septiembre de 2022  | 25 de julio de 2023 | 416.000         | 10,1%           |                 |
| Media     | Media     | 10 de enero de 2011      | -                   | -               | -               |                 |

## Reconocimientos
- Año 2012
  - FesTVal de Televisión y Radio de Vitoria 2012: Mejor Programa de actualidad.
- Año 2013
  - XXII Premis Turia 2013: mejor contribución medios de comunicación: Al rojo vivo y Antonio García Ferreras, laSexta.
- Año 2015
  - FesTVal de Televisión y Radio de Vitoria 2015: Al rojo vivo: Objetivo Elecciones.
- Año 2018
  - Premio Iris: Mejor Programa informativo.
- Año 2019
  - Premio Iris: Mejor Programa informativo.